# Harrison (Arkansas)
Harrison es una ciudad en el condado de Boone, Arkansas, Estados Unidos. De acuerdo con estimados de 2007 de la Oficina del Censo de los Estados Unidos. La ciudad es la sede del condado de Boone.
El condado de Boone fue organizado en 1869 durante la Reconstrucción luego de la guerra civil estadounidense. Harrison fue diseñada y designada como la sede del condado. Fue nombrada en honor a  L. LaRue Harrison, un oficial de la Unión, quien realizó el levantamiento de planos de la ciudad. La ciudad alberga el Aeropuerto del Condado de Boone.
Harrison es la ciudad principal del área micropolitana de Harrison, la cual incluye los condados de Boone y  Newton.
La comunidad tiene antecedentes de racismo: hubo dos disturbios raciales a principios del siglo XX y una afluencia de organizaciones supremacistas blancas a finales del siglo XX y principios del XXI.

## Geografía
Harrison se localiza a 36°14′14″N 93°6′48″O / 36.23722, -93.11333. De acuerdo a la Oficina del Censo de los Estados Unidos, la ciudad tiene un área total de 26,5 km², de los cuales el 100% es tierra.

## Demografía
Para el censo de 2000, había 12.152 personas, 5.259 hogares y 3.260 familias en la ciudad. La densidad de población era 458,6 hab/km². Había 5.747 viviendas para una densidad promedio de 216,9 por kilómetro cuadrado. De la población 97,24% eran blancos, 1,00% afroamericanos, 0,74% amerindios, 0,51% asiáticos, 0,02% isleños del Pacífico, 0,62% de otras etnias y 0,77% de dos o más etnias. 1,53% de la población eran hispanos o latinos de cualquier etnia.
Se contaron 5.259 hogares, de los cuales 28,7% tenían niños menores de 18 años, 48,3% eran parejas casadas viviendo juntos, 10,8% tenían una mujer como cabeza del hogar sin marido presente y 38,0% eran hogares no familiares. 33,7% de los hogares eran un solo miembro y 14,6% tenían alguien mayor de 65 años viviendo solo. La cantidad de miembros promedio por hogar era de 2,22 y el tamaño promedio de familia era de 2,84.
En la ciudad la población está distribuida en 22,6% menores de 18 años, 10,0% entre 18 y 24, 25,8% entre 25 y 44, 21,1% entre 45 y 64 y 20,5% tenían 65 o más años. La edad media fue 39 años. Por cada 100 mujeres había 85,4 varones. Por cada 100 mujeres mayores de 18 años había 81,3 varones.
El ingreso medio para un hogar en la ciudad fue de $27.850 y el ingreso medio para una familia $34.009. Los hombres tuvieron un ingreso promedio de $27.934 contra $18.873 de las mujeres. El ingreso per cápita de la ciudad fue de $16.909. Cerca de 11,5% de las familias y 16,2% de la población estaban por debajo de la línea de pobreza, 18,5% de los cuales eran menores de 18 años y 12,2% mayores de 65.